# 查韋斯 (帕拉州)
0°9′36″S 49°59′16″W / 0.16000°S 49.98778°W

查韋斯（葡萄牙語：Chaves），是巴西的城鎮，位於該國北部，由帕拉州負責管轄，始建於1755年6月6日，面積13,085平方公里，海拔高度6米，2008年人口20,228，人口密度每平方公里1.3人。